# Haji Mohammad Chamkani
Haji Mohammad Chamkani (Paghman, 1947 - Cabul, 2012) foi um político do Afeganistão, que ocupou o cargo de presidente do Afeganistão durante o período da República Democrática do Afeganistão, apoiada pelos soviéticos. Anteriormente, atuou como vice-presidente durante o governo de Babrak Karmal.
Ele alcançou a posição após a renúncia de Babrak Karmal. Um político sem partido, líder tribal com poder e conexões nas principais áreas de províncias limítrofes com o Paquistão, sua influência se estendeu dentro do Paquistão também. No entanto, Mohammad Najibullah esteve no comando do país, devido a suas poderosas posições de diretor do KHAD e secretário-geral do Partido Democrático do Povo do Afeganistão. Foi durante seu mandato que a União Soviética indicou disposição de negociar e retirar parte das suas tropas do Afeganistão. Seu mandato também foi marcado pela criação de uma nova Constituição.